# Valle (Ruesga)
Valle es una localidad del municipio de Ruesga (Cantabria, España). En el año 2008 contaba con una población de 264 habitantes (INE). La localidad se encuentra a 108 metros de altitud sobre el nivel del mar, y a 2 kilómetros de la capital municipal, Riva.
Destaca del lugar, el palacio de Juan Fernández del Valle, incluido en el Inventario General del Patrimonio Cultural de Cantabria en el año 2001. Cabe mencionar también la iglesia parroquial de San Félix.

## Fiestas
En Valle se celebran dos fiestas:

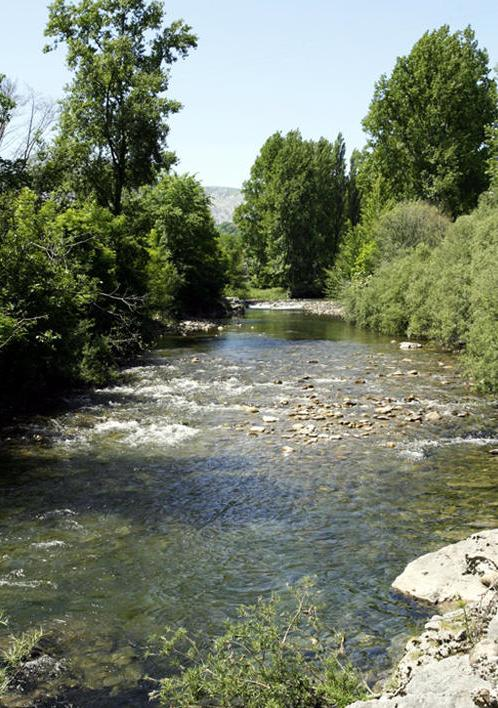
Río Asón a su paso por Valle

- San Félix, diácono mártir el día 1 de agosto. Es el titular de la iglesia parroquial.

- La Virgen de los Milagros  Es la patrona del municipio de Ruesga, y su fiesta es la más importante de toda la comarca.  Su día grande es el día 3 de septiembre aunque, la celebración de esta fiesta comienza el día 25 de agosto, con inicio de su solemne Novena a las 21:00h., mediante la cual sus fieles devotos preparan sus corazones para honrar a su patrona en el día de su festividad, el día 3 de septiembre.

A lo largo de todos estos días diversas actividades, romerías y verbenas se suceden.
DÍAS DESTACABLES
El día 2 de septiembre destaca por la famosa Procesión de las Antorchas, cuando la Virgen de los Milagros es sacada desde su santuario para hacer se recorrido procesional por las calles del pueblo de Valle. A esta procesión acuden  cientos de personas devotas de la Virgen, a la cual acompañan portando en sus manos una vela, y rezando-cantando el santo Rosario, que es  presidido por el párroco del lugar.
El día 3 de septiembre, es el día grande, el día de la Virgen de los Milagros.
Desde las 07:00 h. hasta las 19.00h., se celebran en el interior del Santuario misas ininterrumpidas cada hora, a las que acuden cientos de romeros, fieles y devotos procedentes de todas las zonas de la región de Cantabria y de la vecina Vizcaya.
El día 14 de septiembre tiene lugar una repetición de la fiesta del Milagro. Se trata de la llamada fiesta del "Milagruco". Su origen se debe a que antaño, los vecinos de los Valles Pasiegos, antes de subir en peregrinación a visitar a la Virgen Bien Aparecida, pernoctaban en el pueblo de Valle de Ruesga, y pedían a la Virgen de los Milagros su protección y ayuda para poder cumplir su voto a la patrona de la comunidad de Cantabria.
Por otro lado también es de destacar, en estos días tan importantes para Ruesga,  el extenso mercado que se sitúa en las cercanías al Santuario, en donde se obtener todo tipo de productos típicos montañeses.
La gran multitud de romeros y fieles devotos de la Virgen de los Milagros de Ruesga hacen que esta fiesta, tan popular, siga manteniendo característico acento de las tradiciones de Cantabria.

## Puntos de interés
- Iglesia de San Félix
- Palacio de los Valle
- Palacio de Somavilla
- Palacio del Comendador
- El Jardin (Casa Porres)

## Personajes relevantes
- Francisco Javier Cornejo
- Nicolás Zorrilla de San Martín